# کلیسای گئورگ مقدس، بوشهر
کلیسای گئورگ مقدس مربوط به دوره قاجار است و در بوشهر، محله شنبدی واقع شده و این اثر در تاریخ ۷ مهر ۱۳۸۱ با شماره ثبت ۶۵۱۴ به‌عنوان یکی از آثار ملی ایران به ثبت رسیده‌است.

## تاریخ
کلیسای گئورگ مقدس در سال ۱۸۱۹ میلادی (۱۲۳۵ خورشیدی) به وسیلهٔ خانواده «آوادیان»، از ارمنی‌های سرشناس ساکن بوشهر، و با کمک انگلیسی‌های ساکن بوشهر ساخته شد.
این کلیسا از زمان تأسیس تا سال ۱۹۴۸ میلادی فعال بود تا آنکه به دنبال فوت «ملکومیان» از ارمنی‌های سرشناس ساکن بوشهر، تمام اموال و اشیاء کلیسا به کلیسای وانک اصفهان منتقل گردید. در سال ۱۹۷۴ میلادی و به دنبال استقرار چند خانواده ارمنی دیگر در بوشهر هیئت ارمنی، کلیسا را تعمیر و با فرستادن اشیاء مورد نیاز مجدداً فعال نمود ولی با گذشت چند سال باز هم فعالیت کلیسا متوقف گردید.

## معماری
کلیسا در زمینی مستطیل شکل واقع شده و ساختمان اصلی آن پلانی شبیه به یک چلیپا دارد. در دو طرف بنای کلیسا حیاطهایی قرار دارند که برای دفن مردگان اختصاص داده شده بود. بنای کلیسا به صورت قرینه در عرض طراحی شده و از بالا به صورت صلیب دیده می‌شود. این بنا شامل تالار اجتماعات، محراب، اتاق‌هایی در دو طرف محراب و دو راهرو در دو طرف تالار می‌باشد. کلیسا فاقد برج ناقوس بوده و دو ناقوس فلزی آن به صورت عرضی بر فراز راهروی شمالی کلیسا قرار داشتند. هفت ستون چوبی که قسمت فوقانی آن‌ها به شکل زیبایی با چوب تزئین شده‌است به استحکام سقف کمک می‌کنند. مهم‌ترین و شکیل‌ترین قسمت کلیسا محراب آن است که به وسیلهٔ پله‌هایی که به صورت قرینه در دو طرف آن قرار دارند به تالار متصل می‌گردد. این بخش از یک مربع تشکیل شده‌است که سه ضلع آن طاقنما بوده و از سمت غرب (جنوب غربی) به تالار باز می‌باشد. قسمت فوقانی به وسیلهٔ گوشه‌سازی به هشت ضلعی و سپس دایره تبدیل شده و پوشش محراب به صورت گنبد بر روی آن قرار می‌گیرد.